# Вонгода
Во́нгода — река в Котласском районе Архангельской области, левый приток реки Северная Двина. Протекает по территории Шипицынского городского поселения. Длина реки — 58 км. Площадь водосборного бассейна — 352 км².

## География
Вонгода начинается на западе Котласского района Архангельской области в елово-сосновом лесу на высоте около 200 метров над уровнем моря. Течёт сначала на северо-запад через березняки и осинники, затем на юго-восток-восток по берёзово-еловому лесу. В низовьях направляется на северо-восток. На реке расположен куст деревень, который носил общее название село Вонгода, самая большая из деревень — Молодиловская. Устье реки находится в 652 км по левому берегу Северной Двины на высоте 39 метров над уровнем моря.
В Вонгоде водятся такие виды рыб, как хариус, окунь, щука. Особенно распространён хариус.

## Населённые пункты
- Артемиха[7]
- Савино[7]
- Молодиловская[7]
- Гусево[7]
- Ивановская[7]
- Левково[7]
- Андрияново[7]
- Михалиха[7]
- Бехтериха[7]
- Красавино[7]
- Захарино[7]
- Кузнецово[7]
- Печерино[7]
- Гагарин[7]

## Притоки
Объекты перечислены по порядку от устья к истоку.
- Левкой[7] (пр)
- Лоновать[7] (пр)
- 26 км: Воронец[3] (лв)
- Степурин[3] (пр)
- 30 км: Василёва[3] (пр)
- 31 км: Христофанова[3] (пр)
- 38 км: Березовка[3] (пр)
- Жаровка[3] (лв)
- Каменный[6] (пр)
- Большой Короткий[6] (лв)
- Коротка[6] (лв)
- 50 км: Вавилонский[6] (лв)

## Данные водного реестра
По данным государственного водного реестра России относится к Двинско-Печорскому бассейновому округу, водохозяйственный участок реки — Северная Двина от впадения реки Вычегда до впадения реки Вага, речной подбассейн реки — Северная Двина ниже места слияния Вычегды и Малой Северной Двины. Речной бассейн реки — Северная Двина.
Код объекта в государственном водном реестре — 03020300112103000025490.